# Droga krajowa 45
Die Droga krajowa 45 (DK 45) ist eine Landesstraße in Polen. Sie verläuft von Złoczew in der Woiwodschaft Łódź nach Racibórz in der Woiwodschaft Schlesien. Die Straße ist 199 Kilometer lang und durchzieht drei Woiwodschaften:

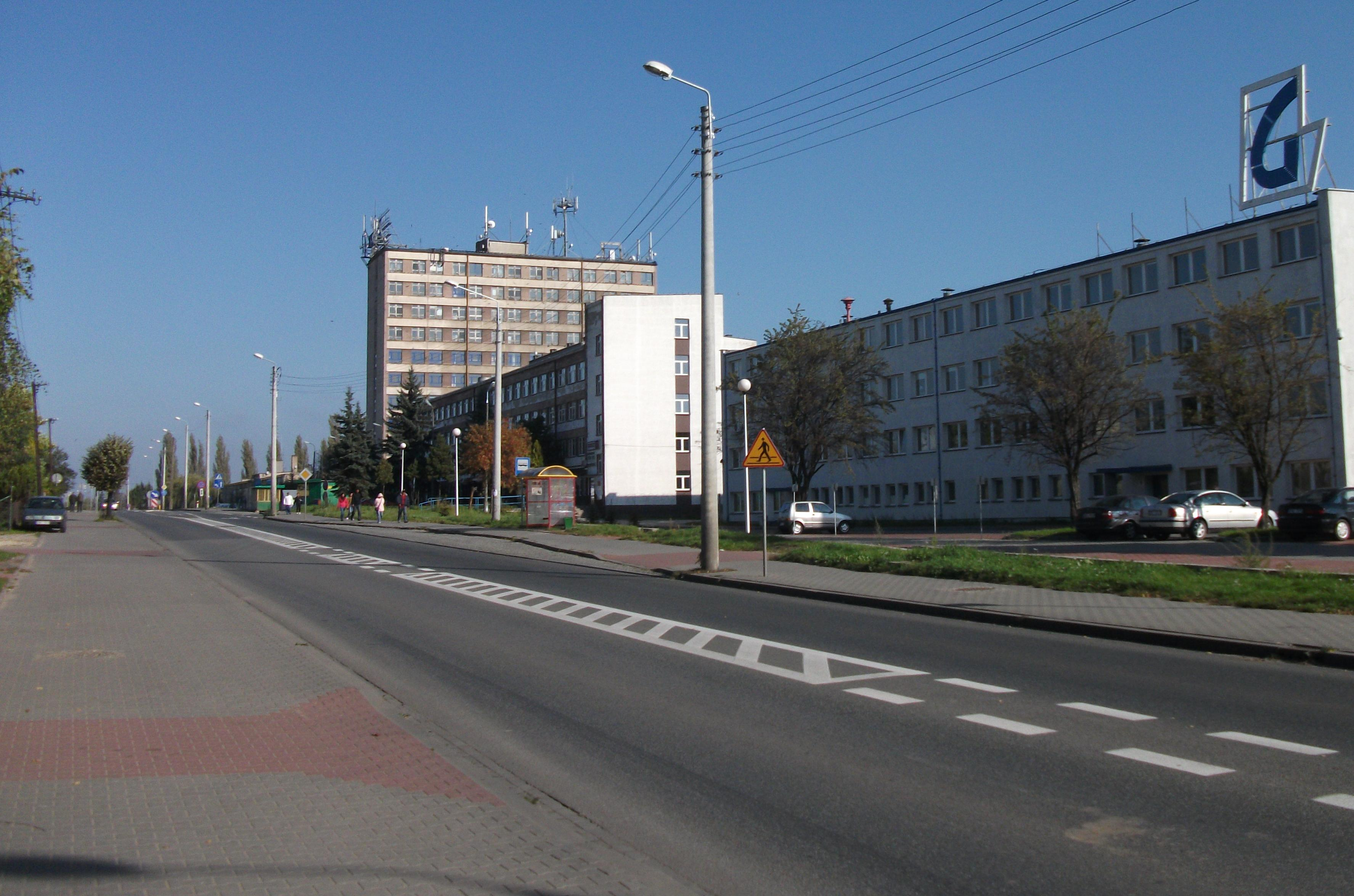
DK45 In Wieluń (Sieradzka Straße)

- Woiwodschaft Schlesien
- Woiwodschaft Opole
- Woiwodschaft Łódź.

## Verlauf
Woiwodschaft Łódź
- Złoczew (DK14)
- Wieluń (DK8, DK43)

Woiwodschaft Opole
- Praszka (DK42)
- Gorzów Śląski (DK42)
- Kluczbork (DK11, DK42)
- Opole (DK46, DK94)
- Dąbrówka Górna (A4)
- Krapkowice
- Większyce (DK40)
- Reńska Wieś (DK38)

Woiwodschaft Schlesien
- Racibórz
- Zabełków (DK78)